# پای سنگرمانده
پای سَنگَرمانده یا پای غوطه ور (به انگلیسی: Trench Foot یا Immersion Foot) از دسته بیماری های ناشی از سرمازدگی های غیر انجمادی است. ورم، عفونت و مرگ سلول‌های پا در اثر سرمای شدید در همراهی با رطوبت و شرایط غیر بهداشتی است.
این اصطلاح بیشتر در متون مربوط به جنگ جهانی یکم دیده می‌شود زیرا سربازانی که در آن زمان مدت‌های نسبتاً طولانی را در سنگرهای گل‌آلود و نمناک می‌گذراندند دچار این بیماری می‌شدند.
سربازان ناچار بودند روزهای پیاپی با همان جوراب‌ها و چکمه‌ها در سنگرهای گل‌آلود راه بروند. به این خاطر پاهای آن‌ها مرطوب می‌ماند، عفونت و ورم می‌کرد و در بدترین حالت دچار بی‌حسی و سرانجام بافت‌مردگی می‌شد.
در چنین حالتی قطع عضو تنها راه نجات بیمار بود. از سال ۱۹۱۵ میلادی به این سو به سربازان گفته شد تا تعداد کافی جوراب همراه خود داشته باشند و این جوراب‌ها را به تناوب عوض کنند. این امر باعث کاهش زیاد تعداد بیماران پای سنگرمانده شده‌است.